# Transfuges nord-coréens
Les transfuges nord-coréens sont des ressortissants de la Corée du Nord ayant fait défection pour des raisons politiques, idéologiques, religieuses, économiques, morales, personnelles ou nutritionnelles. Les Nord-Coréens fuient vers divers pays, mais principalement en Corée du Sud. De l'autre côté de la zone coréenne démilitarisée, ils sont désignés par plusieurs termes, notamment « réfugiés du nord » et « nouveaux colons ».
Vers la fin de la famine nord-coréenne des années 1990, les défections augmentent fortement, atteignant un pic en 1998 et 1999. Depuis lors, les principales raisons de la baisse du nombre de transfuges sont les patrouilles et inspections strictes aux frontières, les expulsions forcées, les coûts de la défection et la fin de la famine de masse qui a balayé le pays après l'arrêt de l'aide soviétique à la suite de la dissolution de l'URSS. La stratégie la plus courante des transfuges nord-coréens consiste à traverser la frontière chinoise pour se rendre dans les provinces du Jilin et du Liaoning, au nord-est de la Chine. Environ 76 à 84 % des transfuges interrogés en Chine ou en Corée du Sud proviennent des provinces du nord-est frontalières de la Chine.
Les transfuges fuient généralement vers un pays tiers, la Chine étant un allié relativement proche de la Corée du Nord. La Chine, étant le plus influent des quelques partenaires économiques de la Corée du Nord alors que le pays est sous les sanctions de l'ONU depuis des décennies, est également le plus grand et fut une source d'aide continue du pays. Pour éviter d'aggraver les relations déjà tendues avec la péninsule coréenne, la Chine refuse d'accorder le statut de réfugié aux transfuges nord-coréens et les considère comme des migrants économiques illégaux. Si les transfuges sont arrêtés en Chine, ils sont rapatriés en Corée du Nord, où les groupes de défense des droits affirment qu'ils sont souvent soumis à des interrogatoires sévères et à des années de punition, voire à la mort, dans les camps de prisonniers Kwalliso ou les camps de rééducation kyohwaso (comme le camp de Chongori).

## Terminologies
Différents termes, officiels et non officiels, font référence aux réfugiés nord-coréens. L'un de ces termes en Corée du Sud est « réfugiés du Nord » (coréen : 탈북자 ; RR : talbukja ; MR : t'albukcha ou coréen : 탈북민 ; RR : talbungmin ; MR : t'albungmin)
Le 9 janvier 2005, le ministère sud-coréen de l'Unification annonce l'utilisation du saeteomin (coréen : 새터민, « peuple de la nouvelle terre ») au lieu de talbukja (탈북자, « personnes ayant fui le Nord »), un terme à propos duquel les responsables nord-coréens ont exprimé leur mécontentement. Un terme plus récent est bukhanitaljumin (coréen : 북한 이탈 주민 ; hanja : 北韓離脫住民), traduit littéralement par « résidents ayant renoncé à la Corée du Nord ».
L'expert Andreï Lankov critique le terme « transfuges », car la plupart des personnes fuyant le pays ne cherchent pas refuge en raison de dissidences politiques, mais sont plutôt motivées par la privation matérielle.

## Données démographiques
Selon Courtland Robinson, professeur adjoint au Center for Refugee and Disaster Response de l'école de santé publique Johns Hopkins Bloomberg, environ 10 000 transfuges nord-coréens demeurent en Chine. 1 418 ont été enregistrés comme arrivant en Corée du Sud en 2016. En 2017, 31 093 transfuges ont été enregistrés auprès du ministère de l’Unification en Corée du Sud, dont 71 % étant des femmes. En 2018, ce nombre a considérablement chuté depuis l’arrivée au pouvoir de Kim Jong-un en 2011, tendant vers moins d’un millier par an, contre le pic de 2 914 en 2009.
Selon le professeur Courtland Robinson, dans le passé, 6 824 à 7 829 enfants sont nés de femmes nord-coréennes dans les trois provinces du nord-est de la Chine. Récemment, les résultats d'une enquête menée en 2013 par Johns Hopkins et l'Institut coréen pour l'unification nationale (également connu sous le nom de KINU) dénombrent environ 8 708 transfuges nord-coréens et 15 675 enfants nord-coréens dans les trois mêmes provinces du nord-est de la Chine, à savoir le Jilin, le Liaoning et la préfecture autonome coréenne de Yanbian.
La plupart des réfugiés nord-coréens quittent le pays pour des raisons économiques,. Selon une étude menée auprès des transfuges nord-coréens, les femmes constituent la majorité des défections. En 2002, elles représentent 56 % des défections vers la Corée du Sud (1 138 personnes), et en 2011, ce nombre est passé à 71 % (2 706 personnes). De plus en plus de femmes quittent le Nord car elles risquent davantage de rencontrer des difficultés financières. Cela est dû à la prédominance des femmes dans les emplois du secteur des services alors que les hommes sont employés dans l'armée. Selon les données du gouvernement sud-coréen, 45 % des transfuges invoquent des raisons économiques pour justifier leur défection. Selon NK News (en), les hommes ont plus tendance à quitter le pays en raison de pressions politiques, idéologiques ou de surveillance. Au premier semestre 2018, les femmes représentent 88 % des transfuges vers le Sud.

## Par destination

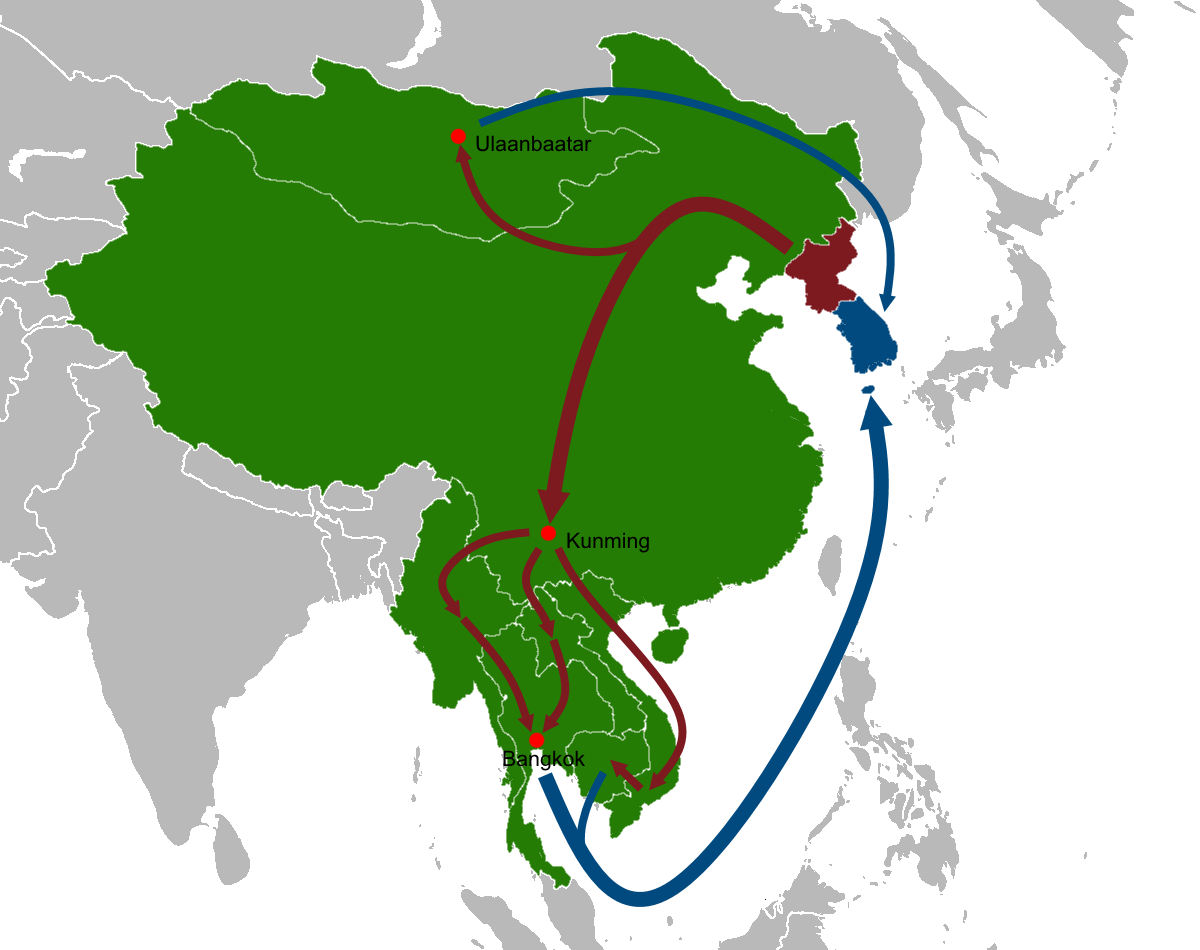
Les transfuges nord-coréens vers la Corée du Sud empruntent des itinéraires typiques qui passent par la Chine et l’Asie du Sud-Est.

### Corée du Sud
Le ministère de l'Unification de la Corée du Sud est une organisation gouvernementale chargée de préparer une future réunification entre la Corée du Nord et la Corée du Sud. Il est responsable des relations nord-sud, notamment du commerce économique, de la diplomatie et de la communication, ainsi que de l'éducation à la réunification, ce qui implique une sensibilisation dans les écoles et dans la sphère publique. Le ministère de l’Unification est ainsi la principale organisation qui gère les transfuges nord-coréens sur le territoire sud-coréen en établissant des processus d’admission et des politiques de réinstallation. Il dispose également de sous-organes régionaux appelés « Centres Hana » qui aident les transfuges dans leur vie quotidienne pour une transition plus fluide dans la société sud-coréenne. Le nombre de transfuges depuis la guerre de Corée de 1950-1953 dépasse les 26 000. Les défections militaires dans la zone coréenne démilitarisée (DMZ) fortement fortifiée sont peu nombreuses, avec seulement 20 déserteurs depuis 1996.

#### Récompense
En 1962, le gouvernement sud-coréen introduit la « Loi spéciale sur la protection des transfuges du Nord » qui, après révision en 1978, restera en vigueur jusqu'en 1993. Selon la loi, chaque transfuge dispose d'une aide. Après leur arrivée dans le Sud, les transfuges reçoivent une allocation. Le montant de cette allocation dépend de la catégorie à laquelle, parmi trois catégories, appartient le transfuge en question. La catégorie est déterminée par la valeur politique et intellectuelle du transfuge. En dehors de cette allocation, les transfuges fournissant des renseignements ou des équipements particulièrement précieux reçoivent d'importantes récompenses supplémentaires. Avant 1997, les paiements sont fixés en lingots d’or et non en won sud-coréen – pour tenter de contrer une méfiance profondément ancrée à l’égard de la fiabilité du papier-monnaie.
En 2004, la Corée du Sud adopte de nouvelles mesures controversées destinées à ralentir le flux de demandeurs d'asile, craignant qu'un nombre croissant de Nord-Coréens traversant les rivières Amnok et Duman pour se rendre en Chine ne cherchent bientôt refuge au Sud. Les réglementations renforcent les processus de sélection des transfuges et réduisent le montant d’argent accordé à chaque réfugié de 28 000 000 ₩ (24 180 $) à 10 000 000 ₩ (8 636 $). Selon les responsables sud-coréens, les nouvelles règles visent à empêcher les Coréens de souche vivant en Chine d'entrer dans le Sud, ainsi qu'à empêcher les Nord-Coréens ayant un casier judiciaire d'y entrer.
Depuis 2006, l’État fournit des appartements à certains transfuges et tous ceux souhaitant étudier ont obtenu le droit d’entrer dans une université de leur choix. Pendant un certain temps après leur arrivée, les transfuges ont également bénéficié de gardes du corps personnels.
En 2015, le gouvernement sud-coréen leurs payent des frais d'entretien de 50 à 500 dollars de l'heure, en fonction de la qualité des informations fournies.
En 2016, les transfuges ayant dépassé l’âge de la retraite reçoivent des prestations de subsistance de base d’environ 450 000 ₩ (390 dollars) par mois, qui couvrent les nécessités de base, mais ceux-ci demeurent toujours les plus pauvres de la société.
En 2017, le gouvernement sud-coréen augmente à 860 000 dollars la récompense versée aux transfuges fournissant des informations utiles aux intérêts de sécurité sud-coréens. Ceux faisant défection avec des armes ont droit à d’autres montants.
En 2021, le ministère de l’Unification décrit le programme de soutien aux transfuges comme suit:
- 12 semaines de formation d'adaptation
- 6 000 $ à 32 400 $ d'indemnités de règlement, selon la taille du ménage
- Subvention au logement de 13 300 $ à 19 100 $
- Enseignement gratuit dans les écoles publiques et les universités

#### Réinsertion
Selon le ministère de l'Unification, plus de 33 000 réfugiés nord-coréens se sont installés en Corée du Sud en 2019. Les réfugiés nord-coréens arrivant au Sud sont d'abord soumis à un interrogatoire conjoint par les autorités compétentes, notamment le Service national de renseignement et la Police nationale, pour s'assurer qu'ils ne sont pas des espions. Ils sont ensuite envoyés à Hanawon (en), un centre de relogement gouvernemental où ils suivent un cours obligatoire d'adaptation sociale de 12 semaines, principalement axé sur l'éducation économique et politique et la formation professionnelle. Après trois mois de formation à la réinsertion, le gouvernement fournit une aide en matière de résidence, d'emploi et d'assurance maladie. Cependant, hormis ces formations essentielles à l’adaptation sociale, les besoins psychologiques tels que l’atténuation des expériences traumatisantes et des états de santé mentale vulnérables ne sont pas pris en compte de manière significative,.
Il existe également des organisations à but non lucratif et non gouvernementales qui cherchent à rendre la transition socioculturelle plus facile et plus efficace pour les réfugiés. L'une de ces organisations, « Saejowi », fournit aux transfuges une assistance médicale ainsi qu'une éducation sur divers sujets allant des techniques de leadership et de conseil à la prévention et à l'évitement de la violence sexuelle. Une autre organisation, PSCORE, gère des programmes éducatifs pour les réfugiés, proposant des cours d'anglais hebdomadaires et un tutorat individuel.
Les enfants peuvent fréquenter les écoles sud-coréennes locales ou des écoles spécifiques pour les enfants réfugiés nord-coréens. Dans les écoles sud-coréennes locales, ils peuvent être victimes de discrimination et de cruauté de la part d'autres enfants. Les écoles pour réfugiés ne les préparent pas bien à la société sud-coréenne. Les étudiants nord-coréens sont généralement en retard sur leurs pairs sud-coréens sur le plan académique. Jusqu'à 35 ans, ils ont la possibilité de fréquenter l’université sans payer de frais.
En 2021, 56 % des transfuges ont de faibles revenus. Près de 25 % d'entre eux appartiennent à la tranche de revenus la plus faible et bénéficient donc de subventions nationales de subsistance de base, soit six fois la proportion de la population sud-coréenne générale.

#### Statistiques
| Statut des transfuges nord-coréens entrant en Corée du Sud | Statut des transfuges nord-coréens entrant en Corée du Sud | Statut des transfuges nord-coréens entrant en Corée du Sud | Statut des transfuges nord-coréens entrant en Corée du Sud | Statut des transfuges nord-coréens entrant en Corée du Sud | Statut des transfuges nord-coréens entrant en Corée du Sud | Statut des transfuges nord-coréens entrant en Corée du Sud | Statut des transfuges nord-coréens entrant en Corée du Sud | Statut des transfuges nord-coréens entrant en Corée du Sud | Statut des transfuges nord-coréens entrant en Corée du Sud | Statut des transfuges nord-coréens entrant en Corée du Sud | Statut des transfuges nord-coréens entrant en Corée du Sud | Statut des transfuges nord-coréens entrant en Corée du Sud | Statut des transfuges nord-coréens entrant en Corée du Sud | Statut des transfuges nord-coréens entrant en Corée du Sud | Statut des transfuges nord-coréens entrant en Corée du Sud | Statut des transfuges nord-coréens entrant en Corée du Sud | Statut des transfuges nord-coréens entrant en Corée du Sud | Statut des transfuges nord-coréens entrant en Corée du Sud | Statut des transfuges nord-coréens entrant en Corée du Sud | Statut des transfuges nord-coréens entrant en Corée du Sud | Statut des transfuges nord-coréens entrant en Corée du Sud | Statut des transfuges nord-coréens entrant en Corée du Sud | Statut des transfuges nord-coréens entrant en Corée du Sud | Statut des transfuges nord-coréens entrant en Corée du Sud | Statut des transfuges nord-coréens entrant en Corée du Sud |
| Critères / Année                                           | ~1998                                                      | ~2001                                                      | 2002                                                       | 2003                                                       | 2004                                                       | 2005                                                       | 2006                                                       | 2007                                                       | 2008                                                       | 2009                                                       | 2010                                                       | 2011                                                       | 2012                                                       | 2013                                                       | 2014                                                       | 2015                                                       | 2016                                                       | 2017                                                       | 2018                                                       | 2019                                                       | 2020                                                       | 2021                                                       | 2022                                                       | 2023 (jusqu'en juin)                                       | Total                                                      |
| ---------------------------------------------------------- | ---------------------------------------------------------- | ---------------------------------------------------------- | ---------------------------------------------------------- | ---------------------------------------------------------- | ---------------------------------------------------------- | ---------------------------------------------------------- | ---------------------------------------------------------- | ---------------------------------------------------------- | ---------------------------------------------------------- | ---------------------------------------------------------- | ---------------------------------------------------------- | ---------------------------------------------------------- | ---------------------------------------------------------- | ---------------------------------------------------------- | ---------------------------------------------------------- | ---------------------------------------------------------- | ---------------------------------------------------------- | ---------------------------------------------------------- | ---------------------------------------------------------- | ---------------------------------------------------------- | ---------------------------------------------------------- | ---------------------------------------------------------- | ---------------------------------------------------------- | ---------------------------------------------------------- | ---------------------------------------------------------- |
| Hommes                                                     | 831                                                        | 565                                                        | 510                                                        | 474                                                        | 626                                                        | 424                                                        | 515                                                        | 573                                                        | 608                                                        | 662                                                        | 591                                                        | 795                                                        | 404                                                        | 369                                                        | 305                                                        | 251                                                        | 299                                                        | 188                                                        | 168                                                        | 202                                                        | 72                                                         | 40                                                         | 35                                                         | 23                                                         | 9 533                                                      |
| Femmes                                                     | 116                                                        | 478                                                        | 632                                                        | 811                                                        | 1 272                                                      | 960                                                        | 1 513                                                      | 1 981                                                      | 2 195                                                      | 2 252                                                      | 1 811                                                      | 1 911                                                      | 1 098                                                      | 1 145                                                      | 1 092                                                      | 1 024                                                      | 1 119                                                      | 939                                                        | 969                                                        | 845                                                        | 157                                                        | 23                                                         | 32                                                         | 76                                                         | 24 448                                                     |
| Total                                                      | 947                                                        | 1 043                                                      | 1 142                                                      | 1 285                                                      | 1 898                                                      | 1 384                                                      | 2 028                                                      | 2 554                                                      | 2 803                                                      | 2 914                                                      | 2 402                                                      | 2 706                                                      | 1 502                                                      | 1 514                                                      | 1 397                                                      | 1 275                                                      | 1 418                                                      | 1 127                                                      | 1 137                                                      | 1 047                                                      | 229                                                        | 63                                                         | 67                                                         | 99                                                         | 33 981                                                     |

Les résultats d'une enquête menée par la Fondation nord-coréenne pour les réfugiés montrent qu'environ 71 % des Nord-Coréens ayant fait défection vers la Corée du Sud (depuis 1998 environ) sont des femmes. Le pourcentage de femmes transfuges passe de 56 % en 2002 à 85 % en 2018.
En février 2014, l'âge des transfuges nord-coréens montre que 4 % sont âgés de 0 à 9 ans, 12 % ont entre 10 et 19 ans, 58 % ont entre 20 et 39 ans, 21 % ont entre 40 et 59 ans et 4 % ont plus de 60 ans. Plus de 50 % des transfuges viennent de la province du Hamgyŏng du Nord.
Le statut d'emploi des transfuges avant de quitter la Corée du Nord est de 2 % occupant des emplois administratifs, 3 % sont des soldats (toutes les personnes valides doivent servir 7 à 10 ans dans l'armée), 38 % sont des « ouvriers », 48 % sont au chômage ou étant soutenus par quelqu'un d'autre, 4 % sont des « services », 1 % travaillent dans les arts ou les sports et 2 % travaillent comme « professionnels ».

#### Discrimination
Selon un sondage de la Commission nationale des droits de l'homme de Corée, environ 50 % des transfuges déclarent avoir été victimes de discrimination en raison de leur origine. Les deux problèmes majeurs sont leur incapacité à se payer des soins médicaux et leurs mauvaises conditions de travail. Beaucoup se plaignent du traitement irrespectueux de la part des journalistes. Selon l'Institut mondial d'études sur la Corée du Nord, une jeune transfuge ne fréquentant pas l'université a peu de chances de bien gagner sa vie au Sud.

#### Santé mentale
Les réfugiés nord-coréens s'installant en Corée du Sud sont exposés à diverses formes d'expériences traumatisantes dans leur pays d'origine avant leur migration. 49 à 81 % des réfugiés nord-coréens adultes déclarent avoir vécu ou été témoins d’au moins un type d’événement traumatisant, directement et/ou indirectement. Ces événements incluent le fait d'être témoin d'exécutions publiques, de famine, de torture et d'être envoyé dans un établissement correctionnel. De plus, lors de la migration, ils sont soumis à un traumatisme supplémentaire en raison de multiples délocalisations avant d’arriver en Corée du Sud. Une fois relogés, beaucoup subissent un stress d’acculturation comprenant le mal du pays, le choc culturel, l’aliénation, une perception de discrimination et un sentiment de marginalisation. En conséquence, dans une enquête menée auprès de plus de 24 000 Nord-Coréens ayant émigré en Corée du Sud entre août et décembre 2012, 607 s'identifient comme souffrant de dépression, d'anxiété ou d'idées suicidaires. De plus, les réfugiés nord-coréens présentent des symptômes de stress post-traumatique non pris en charge de manière significative par les agences gouvernementales. Une étude portant sur 182 transfuges montre qu'en raison de la méfiance mutuelle entre les Nord-Coréens et les Sud-Coréens, les transfuges sont souvent incapables de recevoir une aide médicale. Avec des programmes limités parrainés par le gouvernement pour les migrants, les Nord-Coréens sont confrontés à des difficultés professionnelles, médicales et éducatives pour s'assimiler en Corée du Sud et dépendent des organisations non gouvernementales. Les organisations intergouvernementales telles que les Nations unies exhortent à plusieurs reprises les pays d'accueil des transfuges nord-coréens à mieux identifier les transfuges qui présentent un risque élevé de mauvaise santé mentale et à leur fournir un soutien médical et social approprié.
Environ 15 % des réfugiés nord-coréens déclarent avoir des pensées suicidaires, contre 5 % pour l’ensemble des Sud-Coréens.

#### Tensions sociales et ethniques
La politique identitaire joue un rôle considérable dans l’approfondissement du fossé social et ethnique qui sépare le Nord et le Sud. La plupart des Sud-Coréens, qui, contrairement aux Nord-Coréens, peuvent être facilement interviewés et interrogés en grand nombre, entretiennent des attitudes au moins quelque peu négatives à l'égard de leurs voisins, ce que les transfuges nord-coréens vivent de près à leur arrivée. En 2010, l'Enquête sociale générale coréenne (KGSS) mène une recherche en face-à-face auprès de plus de 1 000 Sud-Coréens sur leurs points de vue sur l'identité ethnique des transfuges nord-coréens s'assimilant à la Corée du Sud. Les résultats révèlent que les Sud-Coréens ne soutiennent généralement pas la réunification des deux pays. Parmi l’une des raisons de cette opposition, certains Sud-Coréens se méfient des transfuges et de leurs véritables intentions de migrer vers le sud. L’antagonisme politique (plutôt que personnel) des Sud-Coréens contre la Corée du Nord dans son ensemble vise cependant principalement son régime communiste et ce qu’ils perçoivent comme sa contribution à la division de l’identité nationale autrefois cohérente. Certains interprètent les résultats de l'enquête KGSS comme la preuve que l'idée « une nation, deux pays » n'existe pas dans l'esprit de la plupart des Sud-Coréens. Selon un article de l'UC Santa Cruz de 2015, de nombreux transfuges interrogés souhaitent se réinstaller en Chine ou émigrer vers un pays occidental, en raison du sectarisme, de la discrimination semi-officielle, des difficultés rencontrées avec les aspects ultra-compétitifs de la société sud-coréenne et de la déception face aux promesses non tenues de facilité et de prospérité par les missionnaires et le gouvernement.

### Canada
Les demandeurs d’asile et les transfuges nord-coréens sont de plus en plus nombreux au Canada depuis 2006. Uniquement pour 2007, Radio Free Asia rapporte que plus de 100 demandes d'asile ont été soumises par des réfugiés nord-coréens venus de Chine ou d'ailleurs avec l'aide de missionnaires et d'ONG canadiens. L'augmentation rapide des demandes d'asile au Canada est due aux options limitées, surtout lorsque l'obtention de l'asile devient plus difficile. Le 2 février 2011, Stephen Harper, alors premier ministre, rencontre Hye Sook Kim, un transfuge nord-coréen et reçoit également les conseils du Dr Norbert Vollertsen : « le Canada peut persuader la Chine, entre autres, de ne pas rapatrier les réfugiés nord-coréens en Corée du Nord, mais laissez-les plutôt aller en Corée du Sud et dans d’autres pays, y compris au Canada ». 780 Nord-Coréens vivent au Canada en 2016.

### Chine
Selon les estimations du Département d'État américain, 30 000 à 50 000 (parmi le plus grand nombre de Nord-Coréens cachés) personnes ont obtenu le statut légal de réfugiés. La Chine n’accorde ni l’asile ni le statut de réfugié aux Nord-Coréens et, à quelques exceptions près, les considère comme des immigrants illégaux et les expulse vers la Corée du Nord. Selon un rapport de l'ETH de Zurich, la Chine agit ainsi pour éviter de mettre en péril ses relations avec Pyongyang. Une étude mondiale sur les réfugiés réalisée en 2009 révèle qu'environ 11 000 réfugiés nord-coréens restent cachés en Chine, près de la frontière nord-coréenne.
Certaines ONG publient des chiffres exagérés sur le nombre de transfuges nord-coréens en Chine, mais de nombreux experts et organisations officielles telles que le HCR critiquent leurs chiffres comme étant peu fiables,,.
Ces réfugiés ne sont généralement pas considérés comme des membres de la communauté ethnique coréenne et le recensement chinois ne les compte pas comme tels. Certains réfugiés nord-coréens qui ne parviennent pas à obtenir un moyen de transport vers la Corée du Sud épousent des Coréens de souche en Chine et s'y installent ; ils se fondent dans la communauté mais sont sujets à l'expulsion s'ils sont découverts par les autorités. Ceux ayant trouvé des courtiers et des trafiquants tentent d'entrer dans le consulat sud-coréen de Shenyang. Les intermédiaires sont souvent des missionnaires coréens-chinois ou sud-coréens, ou d’autres transfuges nord-coréens. Depuis 2002, le gouvernement chinois renforce la sécurité et augmente le nombre de policiers à l'extérieur du consulat.
En 2015, le nombre de transfuges traversant illégalement la frontière vers la Chine aurait diminué en raison du renforcement de la sécurité aux frontières, de l'amélioration de l'économie en Corée du Nord et de la nouvelle promotion par Kim Jong-un de la migration légitime de main-d'œuvre. Selon Lankov, la grande majorité des réfugiés iront d’abord en Chine pour gagner de l’argent, puis décideront de poursuivre leur route vers la Corée du Sud. Selon le documentariste Cho Cheon-hyeon en février 2021, la plupart des Nord-Coréens en Chine préférent y rester ou retourner au Nord plutôt que d'aller en Corée du Sud.
Au milieu des années 1990, les pourcentages d’hommes et de femmes transfuges sont relativement équilibrés. Du début au milieu des années 1990, la main-d’œuvre masculine est précieuse puisque les transfuges nord-coréens peuvent travailler dans les campagnes et les usines chinoises et obtenir en retour une cachette. Cependant, en raison des problèmes croissants de sécurité sociale, notamment de la criminalité et de la violence impliquant les Nord-Coréens, la valeur du travail masculin a diminué. Les femmes, en revanche, peuvent trouver des moyens plus faciles de s'installer, notamment en effectuant de petites tâches ou en se mariant avec des Chinois (pour la plupart d'origine coréenne). À l’heure actuelle, 80 à 90 % des transfuges nord-coréens résidant en Chine sont des femmes s'étant installées par le biais d’un mariage de facto ; un grand nombre d’entre eux sont victimes de mariages forcés et de traite d’êtres humains,.
Avant 2009, plus de 70 % des transfuges nord-coréennes sont victimes de trafic d’êtres humains. En raison de leur vulnérabilité en tant que migrants illégaux, elles sont vendues à des prix bon marché, entre 3 000 et 10 000 yuans. Selon les témoignages de transfuges, les rapatriés en Corée du Nord sont condamnés aux colonies de travaux forcés (et/ou exécutés), où les bébés de père chinois sont exécutés « pour protéger le sang pur nord-coréen », et les rapatriées enceintes subissent des avortements forcés,. Après 2009, le pourcentage de transfuges nord-coréennes ayant été victimes de trafic d'êtres humains tombe à 15 % depuis l'entrée d'un grand nombre de transfuges en Corée du Sud par le biais de groupes organisés dirigés par des courtiers. Les universitaires Andreï Lankov et Kyunghee Kook contestent l'étiquette de traite des êtres humains ou de mariages forcés dans certains cas,. Lankov écrit en 2010 que de nombreux maris chinois tentent d'améliorer la position officielle de leurs épouses coréennes et peuvent tenter de soudoyer des fonctionnaires pour leur obtenir une carte d'identité chinoise sur laquelle elles sont enregistrées en tant que Coréennes de souche nés en Chine.
Du début au milieu des années 1990, le gouvernement chinois se montre relativement tolérant à l’égard des transfuges nord-coréens. Sauf demande exceptionnelle du gouvernement nord-coréen, le gouvernement chinois fait preuve de tolérance vis-à-vis des Nord-Coréens résidants sur le territoire chinois. Cependant, parallèlement à l’intensification de la famine nord-coréenne à la fin des années 1990, le nombre de transfuges a considérablement augmenté, attirant l’attention internationale. En conséquence, la Chine décide d'intensifier l’inspection des transfuges nord-coréens et commence leurs expulsions. Selon un article de 2014 de l'Université Hankuk des études étrangères, les autorités sud-coréennes en Chine sont généralement incapables (ou peu disposées) à aider les évadés nord-coréens les approchant. Les demandes sont généralement accordées après un à trois ans.
En juin 2002, une dispute diplomatique éclate entre la Chine et la Corée du Sud après l'expulsion par les gardes de sécurité chinois d'un demandeur d'asile potentiel hors de l'ambassade de Séoul à Pékin. Avant l’incident, la Chine aurait autorisé des Nord-Coréens travaillant dans d’autres missions étrangères à se rendre en Corée du Sud via un pays tiers, notamment une famille nord-coréenne arrêtée à Shenyang en mai. En 2012, Pékin autorise 5 transfuges à partir vers la Corée du Sud après avoir passé trois ans en Chine.
En février 2012, les autorités chinoises rapatrient 19 transfuges nord-coréens détenus à Shenyang et cinq transfuges à Changchun depuis le même endroit. Le cas des 24 détenus, détenus depuis début février, attire l'attention internationale en raison des sanctions sévères imposées par le Nord à ceux tentant de faire défection. Les militants des droits de l'homme affirment que les rapatriés risquent de sévères sanctions, notamment la torture et l'emprisonnement dans des camps de travail. Le rapatriement nord-coréen bénéficie d'une couverture médiatique chinoise en 2012, et suscite la sympathie des internautes chinois envers les réfugiés,,.
En août 2014, Sky News rapporte que 11 Nord-Coréens détenus par la Chine à la frontière du Laos ont été libérés plutôt que rapatriés après des pourparlers entre les diplomates chinois et sud-coréens.
En avril 2016, la Chine autorise 13 employés de restaurants nord-coréens à faire défection vers la Corée du Sud, le diplomate Lu Kang affirmant qu'ils possèdent tous des documents d'identité valides. L'affaire devient controversée deux ans plus tard, lorsque quatre serveuses déclarent avoir été emmenées dans le Sud contre leur gré, le gérant du restaurant affirmant avoir subi des pressions de la part des services de renseignement sud-coréens,.
Des militants sud-coréens des droits de l'homme organisent des rassemblements devant l'ambassade de Chine à Séoul et appellent le Conseil des droits de l'homme de l'ONU à exhorter la Chine à mettre un terme à l'expulsion des réfugiés,,. La Coalition pour la liberté de la Corée du Nord créé une liste alléguant que des milliers de transfuges nord-coréens ont été rapatriés par la Chine. Pour certains d'entre eux, le sort après leur rapatriement en Corée du Nord va de la torture, de la détention, du camp de prisonniers à l'exécution. La liste comprend des travailleurs humanitaires ayant été assassinés ou enlevés par des agents nord-coréens pour avoir aidé les réfugiés,.
En 2021, l’un de ces transfuges nord-coréens, Zhu Xianjian, s'est échappé de prison en Chine avant d'être rapidement repris par la police. La politique chinoise consiste à rapatrier de force les transfuges nord-coréens, car ceux-ci sont souvent des migrants illégaux (à différencier des réfugiés). Ainsi, la Chine peut traiter ces transfuges comme des criminels au sein de son propre système judiciaire et juridique.

### Europe
En 2014, une étude menée par l'organisation de défense des droits de l'homme « Alliance européenne pour les droits de l'homme en Corée du Nord » dénombre environ 1 400 réfugiés nord-coréens en Europe. Citant les statistiques de l'UNHRC, le rapport identifie les communautés nord-coréennes en Belgique, au Danemark, en Finlande, en France, en Allemagne, en Luxembourg, aux Pays-Bas, en Norvège, en Suède et au Royaume-Uni.
Depuis 2015, la plus grande communauté nord-coréenne d'Europe réside à New Malden, au sud-ouest de Londres. On estime qu'environ 600 Nord-Coréens résident dans la région, qui se distingue déjà par son importante communauté sud-coréenne.
Selon un rapport d'Eurostat, au total, 820 Nord-Coréens sont devenus citoyens des pays de l'Union européenne entre 2007 et 2016, dont près de 90 % vivant en Allemagne et en Grande-Bretagne.

### Japon
Selon un article de l'Université Waseda de 2020, des diplomates et des ONG japonais ont discrètement collaboré avec les autorités chinoises pour envoyer un certain nombre de transfuges au Japon. La Chine a cessé de collaborer avec le Japon sur cette question en 2010 après la détérioration des relations à la suite du conflit entre Senkaku et les îles Diaoyu.
Trois cas de transfuges nord-coréens s'étant enfuis directement au Japon par bateau sont dénombrés. En janvier 1987, un bateau volé transportant 13 Nord-Coréens s'échoue dans le port de Fukui, dans la préfecture de Fukui, puis continue vers la Corée du Sud via Taiwan,. En juin 2007, après un trajet en bateau de six jours, une famille de quatre Nord-Coréens est retrouvée par les garde-côtes japonais au large de la préfecture d'Aomori. Ils se sont ensuite installés en Corée du Sud,,. En septembre 2011, les garde-côtes japonais localisent un bateau en bois contenant neuf personnes, trois hommes, trois femmes et trois garçons. Le groupe naviguait depuis cinq jours vers la Corée du Sud mais avait dérivé vers la péninsule de Noto en pensant atteindre la Corée du Sud. Ils sont retrouvés en bonne santé.
Le Japon a installé environ 140 Coréens de souche ayant réussi à retourner au Japon après avoir initialement immigré en Corée du Nord dans le cadre du projet de « rapatriement » massif de 1959-1984 des Coréens de souche du Japon. Ce prétendu projet humanitaire, soutenu par Chongryon et mené par les Croix-Rouge japonaise et nord-coréenne, implique la réinstallation d'environ 90 000 volontaires (pour la plupart originaires de Corée du Sud) en Corée du Nord, que Chongryon qualifie de « paradis sur terre ». Certains des Coréens rapatriés, dont Kim Hyon-hui, révèlent des preuves sur le sort des citoyens japonais kidnappés par la Corée du Nord.

### Laos
Selon Public Radio International en 2011, le Laos, tout comme le Viêt Nam et la Birmanie, sont largement antipathiques envers les réfugiés nord-coréens. En 2013, neuf transfuges sont arrêtés et renvoyés en Corée du Nord, provoquant l'indignation internationale, en partie parce que l'un des transfuges est le fils d'un Japonais enlevé,,,.

### Mongolie
Un itinéraire beaucoup plus court que l'itinéraire standard Chine-Laos-Thaïlande mène directement à la Mongolie, dont le gouvernement essaie de maintenir de bonnes relations avec la Corée du Nord et la Corée du Sud, mais sympathise avec les réfugiés nord-coréens. Les réfugiés nord-coréens arrêtés en Mongolie sont envoyés en Corée du Sud, leur accordant ainsi un billet d'avion gratuit. Cependant, l'utilisation de cet itinéraire nécessite de traverser la région hostile du désert de Gobi. En outre, le contrôle plus strict des frontières avec la Chine rendra cette route moins empruntée.

### Philippines
Les Philippines ont dans le passé été utilisées comme point de transit pour les réfugiés nord-coréens, arrivant souvent de Chine puis envoyés vers la Corée du Sud. Selon un anonyme de l'ambassade américaine publié par WikiLeaks en 2005, pendant deux ans, l'ambassade de Corée du Sud à Pékin a facilité le transit de près de 500 réfugiés chaque année vers l'aéroport international Ninoy Aquino pour leur transfert vers la Corée du Sud. En 2010, 4 846 Nord-Coréens sont dénombrés aux Philippines. Le pays est difficile à atteindre car les réfugiés doivent traverser la Chine et monter sur un bateau vers la nation de la chaîne d'îles.

### Russie
Une étude de l'Université Kyung Hee estime qu'environ 10 000 Nord-Coréens vivent dans l'Extrême-Orient russe ; beaucoup sont des évadés des camps de travail nord-coréens. Cela inclut une population au Kamtchatka, peuplé d'environ 1 800 Coréens en 2020.
Les missions diplomatiques sud-coréennes et les Coréens locaux sont réticents à leur fournir une quelconque assistance ; on pense que la Corée du Nord a ordonné l'assassinat du consul sud-coréen Choe Deok-geun (en) en 1996 ainsi que de deux citoyens privés en 1995, en réponse à leurs contacts avec les réfugiés. En 1999, environ 100 et 500 réfugiés nord-coréens vivent dans la région. En 2014, la Russie et la Corée du Nord rédigent un accord pour expulser les immigrants illégaux vivant dans l’un ou l’autre pays.

### Thaïlande
La Thaïlande est généralement la destination finale des Nord-Coréens fuyant la Chine. Même si les Nord-Coréens ne bénéficient pas du statut de réfugié et sont officiellement classés comme immigrants illégaux, le gouvernement thaïlandais les expulsera vers la Corée du Sud au lieu de les renvoyer vers la Corée du Nord. En effet, la Corée du Sud reconnaît comme citoyens les Coréens originaires de toute la péninsule coréenne. Ces évadés nord-coréens sont passibles d'emprisonnement pour entrée illégale ; cependant, la plupart de ces peines s'accompagnent de sursis,. Conscients de cela, de nombreux Nord-Coréens se rendront à la police royale thaïlandaise dès leurs franchissement de la frontière thaïlandaise.

### États-Unis
Le 5 mai 2006, des Nord-Coréens anonymes obtiennent le statut de réfugié des États-Unis : il s'agit d'une première acceptation de réfugiés de ce pays depuis la signature de la loi nord-coréenne sur les droits de l'homme en octobre 2004 par le président George W. Bush. Le groupe, arrivé d'un pays anonyme d'Asie du Sud-Est, comprend quatre femmes déclarant avoir été victimes de mariage forcé. Depuis ce premier groupe, les États-Unis ont admis environ 170 réfugiés nord-coréens en 2014. Entre 2004 et 2011, les États-Unis n’ont admis que 122 réfugiés nord-coréens et 25 seulement ont obtenu l’asile politique. Un certain nombre de Nord-Coréens entrent illégalement (estimés à 200) et s'installent généralement à Koreatown, à Los Angeles. Une tante et un oncle de Kim Jong-un vivent aux États-Unis depuis 1998.

### Viêt Nam
De nombreux transfuges atteignant la Chine se rendent ensuite en Asie du Sud-Est, notamment au Viêt Nam. Le voyage consiste à traverser le fleuve Tumen (gelée ou peu profond en été) en tenue de camouflage, puis à prendre secrètement le train à travers la Chine. Ensuite, ceux-ci ont le choix de travailler illégalement, bien que souvent exploités, ou tenter de se rendre en Corée du Sud,. Selon l'International Crisis Group en 2006, même si le Viêt Nam entretient des relations diplomatiques avec la Corée du Nord (en), l'augmentation des investissements sud-coréens au Vietnam ont incité Hanoï à tolérer le transit de certains réfugiés nord-coréens vers Séoul. Quatre des plus grands refuges pour transfuges au Viêt Nam sont gérés par des expatriés sud-coréens. En juillet 2004, 468 réfugiés nord-coréens sont transportés par avion vers la Corée du Sud lors de la plus grande défection de masse ; le Viêt Nam a d'abord essayé de garder secret son rôle dans le pont aérien, et avant l'accord, des sources anonymes au sein du gouvernement sud-coréen annoncent aux journalistes que les transfuges viennent d'un « pays asiatique non identifié ». À la suite du pont aérien, le Viêt Nam renforce les contrôles aux frontières et expulse plusieurs personnes.
En juin 2002, 17 transfuges nord-coréens auraient été capturés par les forces frontalières vietnamiennes et expulsés vers la Chine,. En mai 2004, cinq transfuges nord-coréens s'étant rendus à la police d'Hô Chi Minh-Ville (en demandant à se rendre en Corée du Sud) auraient été expulsés vers la Chine par les autorités vietnamiennes le 16 juin.
Le 25 juin 2012, un militant sud-coréen du nom de Yoo est arrêté au Viêt Nam pour avoir aidé les transfuges nord-coréens à s'échapper,,. Il aurait été libéré au bout de huit jours, puis expulsé vers Séoul.
Neuf Nord-Coréens sont arrêtés le 22 octobre 2015 puis expulsés vers la ville chinoise de Shenyang. En avril 2019, 6 Nord-Coréens sont arrêtés par les autorités militaires vietnamiennes dans la province de Hà Tĩnh ; trois d'entre eux réussissent à s'échapper tandis que les trois autres sont expulsés vers la Chine. Le 23 novembre 2019, 14 transfuges ayant quitté la Chine 2 jours plus tôt sont arrêtés au Viêt Nam alors qu'ils tentent de se rendre au Laos. Les autorités vietnamiennes renvoient le groupe en Chine le 28 novembre. 10 des 14 originaux sont capturés à nouveau au Viêt Nam le lendemain,.
Selon un groupe d'activistes basé à Séoul, en janvier 2020, 11 Nord-Coréens détenus au Vietnam alors qu'ils cherchent à faire défection vers la Corée du Sud sont libérés avec l'aide des institutions européennes. Un article du Wall Street Journal déclare que les autorités américaines sont intervenues pour obtenir la libération des transfuges; l'exactitude du rapport est remise en question par le ministère des Affaires étrangères de la Corée du Sud et le chef du groupe activiste.

## Adaptation psychologique et culturelle
Les transfuges nord-coréens connaissent de sérieuses difficultés liées à leur adaptation psychologique et culturelle une fois réinstallés. Cela se produit principalement en raison des conditions et de l'environnement dans lesquels vivent les Nord-Coréens lorsqu'ils sont dans leur propre pays, ainsi que de leur incapacité à comprendre pleinement la nouvelle culture, les règles et les modes de vie en Corée du Sud.
Les difficultés d’adaptation prennent souvent la forme du trouble de stress post-traumatique (SSPT), essentiellement un trouble mental qui se manifeste à la suite d'une expérience vécue comme traumatisante avec une confrontation à des idées de mort. Dans le cas des Nord-Coréens, ces événements et expériences traumatisants incluent la brutalité du régime, la famine, la pression idéologique, la propagande, les sanctions politiques, etc.
Certaines études découvrent un lien direct entre la maladie physique et le SSPT. Le SSPT sert d’explication au lien entre l’exposition à un traumatisme et la santé physique : l’exposition à un traumatisme entraîne une aggravation de l’état de santé physique. Les symptômes liés au SSPT comprennent des souvenirs ou des rêves troublants liés à des événements traumatisants, de l'anxiété, une détresse mentale ou physique, des altérations des façons de penser. La dépression et la somatisation sont deux des formes conventionnelles de SSPT, toutes deux diagnostiquées chez les transfuges nord-coréens, les femmes présentant un plus grand nombre statistique de diagnostics de troubles.
Selon une enquête récente, environ 56 % des transfuges nord-coréens sont influencés par un ou plusieurs types de troubles psychologiques. 93 % des transfuges nord-coréens interrogés identifient les pénuries de nourriture et d'eau et l'absence d'accès aux soins médicaux et, par conséquent, une maladie constante comme les types les plus courants de leurs expériences traumatisantes précédant le SSPT. De telles expériences traumatisantes influencent grandement la façon dont les transfuges nord-coréens s’adaptent à de nouveaux endroits. Le SSPT empêche souvent les transfuges de s’assimiler adéquatement à une nouvelle culture ainsi que de pouvoir occuper un emploi et accumuler des ressources matérielles.
Les événements traumatisants ne sont pas la seule raison pour laquelle les Nord-Coréens éprouvent des difficultés à s’adapter à leur nouveau mode de vie. Woo Teak-jeon a mené des entretiens avec 32 transfuges nord-coréens vivant en Corée du Sud. Il découvre alors que d'autres difficultés d'adaptation (n'étant pas liées au SSPT) surviennent en raison de facteurs tels que la méfiance du transfuge, sa façon de penser, leurs préjugés à l'égard de la nouvelle société et leurs ensembles de valeurs inconnus. Dans de nombreux cas, les transfuges nord-coréens semblent incapables de s’adapter facilement à leur nouveau mode de vie, même en matière de nutrition. Selon une étude menée par la Société coréenne de nutrition, les Nord-Coréens, habitués à ne consommer quotidiennement que de petites portions de nourriture en Corée du Nord, adoptent toujours le même type d'habitudes, même lorsqu'ils reçoivent une nourriture et des provisions abondantes.
L’adaptation psychologique et culturelle des Nord-Coréens aux nouvelles normes et règles est une question sensible, mais il existe des moyens de la résoudre. Selon Yoon, les efforts collectifs des transfuges eux-mêmes, du gouvernement, des ONG et des organisations humanitaires et religieuses peuvent contribuer à rendre le processus d'ajustement plus fluide et moins douloureux.
L'ONG à but non lucratif « Freedom Speakers International » (FSI), anciennement connue sous le nom de « Teach North Korean Refugee » (TNKR), reçoit une reconnaissance positive pour avoir aidé les réfugiés à s'adapter à la vie en dehors de la Corée du Nord,. Selon leur site Internet, la mission du FSI est de permettre aux réfugiés nord-coréens de trouver leur propre voix et leur propre chemin à travers l'éducation, le plaidoyer et le soutien. Leur objectif principal est d'aider les réfugiés nord-coréens à préparer leur avenir et à faire la transition vers la vie en dehors de la Corée du Nord en leur offrant des opportunités gratuites d'apprentissage de l'anglais. Le FSI organise également des concours biannuels d'art oratoire en anglais pour les réfugiés nord-coréens et organise des forums publics qui offrent des récits de première main sur la vie, l'évasion et l'adaptation en dehors de la Corée du Nord. L'organisation FSI est fondée en 2013 par Casey Lartigue Jr. et Eunkoo Lee, qui codirigent actuellement l'organisation. Ceux-ci ont donné une conférence TEDx commune en 2017 qui raconte l'histoire du FSI et propose des leçons pratiques pour rendre le monde meilleur.

## Retours en Corée du Nord
Dans certains cas, les transfuges retournent volontairement en Corée du Nord. Les doubles transfuges empruntent soit une route passant par des pays tiers tels que la Chine, soit directement depuis la Corée du Sud. De 2012 à 2021, le ministère de l’Unification dénombre 30 retours de transfuges, mais il y a probablement eu davantage de retours non enregistrés. Un ancien député sud-coréen estime qu'en 2012, environ 100 transfuges sont rentrés en Corée du Nord via la Chine. En 2015, environ 700 transfuges vivant en Corée du Sud sont portés disparus et ont peut-être fui vers la Chine ou l'Asie du Sud-Est dans l'espoir de retourner en Corée du Nord. Dans un cas, un double transfuge est rentré quatre fois en Corée du Nord.
Kim Jong-un aurait lancé une campagne visant à inciter les transfuges à revenir avec des promesses d'argent, de logement, d'emploi et aucune punition,. En 2013, selon un diplomate étranger à Pyongyang, tous les transfuges de retour au pays ne sont pas transportés par camion vers la prison ; ils peuvent plutôt être diffusés à la télévision à des fins de propagande. Selon des informations non confirmées, des agents du gouvernement contactent des transfuges vivant en Corée du Sud et leur proposent des garanties de sécurité pour leurs familles, 50 millions de won sud-coréens (44 000 dollars) et une apparition publique à la télévision. En 2013, la Corée du Nord diffuse à au moins 13 reprises à la télévision des transfuges de retour se plaignent des mauvaises conditions de vie dans le Sud et prêtent allégeance à Kim Jong-un,. En novembre 2016, le site Internet nord-coréen Uriminzokkiri diffuse une interview de trois transfuges se plaignant d'avoir été traités comme des citoyens de seconde zone. ABC News rapporte en 2017 que 25 % des transfuges présents en Corée du Sud envisagent sérieusement de rentrer chez eux.
En 2013, un transfuge est inculpé par la Corée du Sud à son retour. En 2016, la demande de retour en Corée du Nord du transfuge Kim Ryon-hui est rejetée par le gouvernement sud-coréen. En juin 2017, Chun Hye-sung, un dissident ayant été invité dans plusieurs émissions de télévision sud-coréennes sous le nom de Lim Ji-hyun, retourne au Nord. À la télévision nord-coréenne, elle déclare avoir été maltraitée et soumise à des pressions afin d'inventer des histoires préjudiciables à la Corée du Nord. En juillet 2017, un homme ayant fait défection vers le Sud avant de revenir au Nord est arrêté en vertu de la loi sur la sécurité nationale alors qu'il tente de nouveau de rejoindre le Sud.
En 2019, la Corée du Sud expulse deux pêcheurs nord-coréens ayant tenté de faire défection, après la conclusion d'une enquête révélant le meurtre par ces hommes de 16 de leurs collègues. En juillet 2020, la Corée du Nord signale un cas suspect de COVID-19 chez un homme ayant fait défection vers le Sud puis nagé vers le Nord depuis l'île de Kanghwa.
Le 2 janvier 2022, un transfuge revient en Corée du Nord en traversant la DMZ. L'homme vivait en Corée du Sud depuis environ un an et travaillait comme technicien de surface « gagnant à peine sa vie », selon un responsable sud-coréen. Cette action provoque l'ouverture d'une enquête par la Corée du Sud sur la non-arrestation de cet homme par les soldats surveillants la zone,.
En 2021, une enquête du Centre de base de données sur les droits de l'homme en Corée du Nord et de NK Social Research révèle que 18 % des 407 transfuges interrogés sont prêts à retourner en Corée du Nord.

## Œuvres de fiction et de non-fiction

### Ouvrages
- No Space for Love: A North Korean Defector Story of Love and Survival par Ellen Mason
- A River in Darkness: One Man's Escape from North Korea, de Masaji Ishikawa, un mémoire d'évasion en Chine
- Dear Leader: My Escape from North Korea, un mémoire de 2014 de Jang Jin-sung.
- Escape from Camp 14, de Blaine Harden, une biographie de 2012 de Shin Dong-hyuk, un transfuge nord-coréen né et élevé dans le camp d'internement de Kaechon.
- Every Falling Star: The True Story of How I Survived and Escaped North Korea, un livre de 2016 racontant l'histoire de Sungju Lee, un transfuge qui a grandi comme orphelin en Corée du Nord.
- Fortune Smiles, un livre de nouvelles d'Adam Johnson dont l'histoire titre met en scène deux transfuges s'adaptant à la vie à Séoul[14],[157].
- Greenlight to Freedom: A North Korean Daughter's Search for Her Mother and Herself, un mémoire du transfuge nord-coréen Songmi Han et Casey Lartigue Jr.
- I Escaped North Korea! – par Ellie Crowe et Scott Peters – histoire de 2019 d'un orphelin nord-coréen fuyant à travers la Chine ;
- In Order to Live: A North Korean Girl's Journey to Freedom de Yeonmi Park parle de sa fuite de la Corée du Nord vers la Chine et enfin la Corée du Sud[158].
- Le Défecteur de Pyongyang, de Gérard de Villiers, un roman graphique en deux volumes de la série SAS.
- Nothing to Envy: Ordinary Lives in North Korea, de Barbara Demick, se concentre sur la vie avant et après la défection de plusieurs individus de Chongjin.
- The Girl with Seven Names: Escape from North Korea, une autobiographie de 2015 de Hyeonseo Lee, une femme qui s'est échappée de Corée du Nord en traversant la rivière Yalu en 1997.
- La Vie volée de Jun Do, un roman lauréat du prix Pulitzer 2012 d'Adam Johnson.

### Films
- Beautiful Days – film dramatique de 2018 sur un transfuge nord-coréen (joué par Lee Na-young) qui abandonne sa famille chinoise coréenne pour une vie meilleure en Corée du Sud.
- Beyond Utopia – documentaire de 2023 sur un pasteur sud-coréen facilitant la fuite d'une famille nord-coréenne via la Chine, le Vietnam, le Laos et la Thaïlande, avec une grande partie de leur voyage capturée par une caméra cachée.
- Gongjo – le principal antagoniste de ce film de 2017, Cha Ki-seong (joué par Kim Joo-hyuk) est un responsable nord-coréen renégat de Hoeryong qui, furieux contre le régime nord-coréen pour avoir tué sa femme, vole des assiettes pour fabriquer des supernotes contrefaits et crée son empire criminel ; et par conséquent, finit par fuir en Corée du Sud.
- Crossing – film de 2008 sur un transfuge nord-coréen, Kim Yong-soo (joué par Cha In-pyo), qui fuit en Chine à la recherche de médicaments pour sa femme malade.
- Loyal Citizens of Pyongyang in Seoul (서울의 평양 시민들), un documentaire indépendant de 2018[159].
- Over the Border – le personnage principal de ce film, Kim Sun-ho (joué par Cha Seung-won) est un musicien classique nord-coréen qui fait défection en Corée du Sud après avoir involontairement mis sa famille en danger en échangeant des lettres avec son grand-père, qui réside à Séoul pendant plusieurs années avant les événements du film.
- Poongsan – la protagoniste féminine de ce film de 2011, In-Ok (jouée par Kim Gyu-ri) est une belle transfuge nord-coréenne de Pyongyang, qui est amenée en Corée du Sud pour se rapprocher de son amant, un haut responsable nord-coréen (joué par Kim Jong-soo) ayant également fait défection en Corée du Sud, mais elle finit par tomber amoureuse du protagoniste, un messager connu uniquement sous le nom de   « Poongsan » (joué par Yoon Kye-sang).
- Seoul Train – film documentaire de 2004 qui traite des voyages dangereux des réfugiés nord-coréens fuyant à travers ou vers la Chine.
- Shadow Flowers – documentaire de 2019 sur Ryun-hee Kim, réalisé par Seung-jun Yi.
- The Defector : Escape from North Korea, un film documentaire de 2013.
- The Journals of Musan – ce film de 2011, basé sur des événements réels, raconte l'histoire de Jeon Seung-chul (joué par Park Jung-bum), un transfuge nord-coréen qui a du mal à s'adapter à sa nouvelle vie en Corée du Sud.
- The suspect – le protagoniste de ce film de 2013, Ji Dong-cheol (joué par Gong Yoo) est un ancien espion nord-coréen qui fait défection en Corée du Sud en quête de vengeance contre un ancien collègue d'agence responsable de la mort de sa famille.
- Wild Animals – film de 1997 sur un transfuge nord-coréen et ancien soldat de l'armée populaire coréenne, Hong-san (joué par Jang Dong-jik), qui fuit à Paris à la recherche d'une vie meilleure.

### Émissions de télévision
- Blow Breeze – un drame de MBC de 2016 a comme protagoniste Kim Mi-poong (joué par Lim Ji-yeon), une jeune femme nord-coréenne qui fait défection à Séoul, en Corée du Sud, et rêve de devenir danseuse.
- Crash Landing on You – un drame romantique sud-coréen de 2019 sur une femme qui atterrit accidentellement en Corée du Nord et est secourue par un capitaine de l'armée populaire coréenne qui l'aide à s'échapper du pays.
- Move to Heaven – un drame sud-coréen de Netflix de 2021 a, parmi ses personnages récurrents, un transfuge nord-coréen, Park Joo-taek (interprété par Lee Moon-sik).
- Squid Game – un drame sud-coréen de Netflix de 2021 qui a un transfuge nord-coréen de la province du Hamgyong du Nord[160], Kang Sae-byeok (interprété par Jung Ho-yeon) comme l'un de leurs personnages principaux.
- Extraordinary Attorney Woo – le cas principal de l'épisode 6 du drame juridique sud-coréen de l'ENA de 2022 implique un personnage nommé Gye Hyang-shim (joué par Kim Hieora), un transfuge nord-coréen qui souffre de toxicomanie et est accusé de vol et d'agression.

#### Sites Internet
- Crossing Heaven's Border PBS documentary follows North Korean defectors on a harrowing journey to freedom
- "Seoul Train" by Jim Butterworth, Lisa Sleeth and Aaron Lubarsky, 2004 PBS documentary, at Independent Lens PBS website. ("Seoul Train" at Global Voices PBS website)

#### Articles
- UNHCR protests Chinese deportation of North Koreans
- "North Korean Refugees in China and Human Rights Issues: International Response and U.S. Policy Options", CRS Report to Congress, 26 September 2007
- Wolfowitz, Paul, "How to Help North Korea's Refugees", The Wall Street Journal, 16 June 2009
- "North Korean Refugees in China: Findings", U.S. Congressional-Executive Commission on China, 2005 Annual Report.
- MacIntyre, Donald, "Nowhere to Run, Nowhere to Hide", Time magazine, Monday, 25 June 2001
- NK agent disguised as defector detained
- Revised law aims to up state employment of NK defectors

#### Médias
- A film clip "George Bush Meets with North Korean Defectors and Family Members of Japanese Abducted by North Korea" is available for viewing at the Internet Archive
- North Korean defectors answer 'stupid questions', BBC.